# 10º Corpo operativo
Il 10º Corpo operativo, ufficialmente 10º Corpo d'armata (in ucraino 10-й армійський корпус?, 10-j armijs'kyj korpus, unità militare A4767), è un corpo d'armata delle Forze terrestri ucraine con base a Poltava.

## Storia
Durante la primavera del 2023, grazie agli aiuti militari forniti dai partner occidentali all'Ucraina, le forze armate ucraine hanno attraversato una fase di grande espansione che ha visto la creazione di numerose nuove brigate in previsione della controffensiva estiva. Al fine di sovrintendere le unità sono stati istituiti due corpi d'armata, il 9º Corpo di riserva strategica e il 10º Corpo operativo, quest'ultimo con il compito di condurre le principali operazioni offensive. Teoricamente composto da 9 brigate provenienti da tre diversi rami delle forze armate e costituite grazie soprattutto al supporto della NATO, la sua esistenza è stata inizialmente rivelata dalla fuga di documenti del Dipartimento della difesa statunitense il 9 aprile 2023. Si stima che in totale il corpo comprenda fra i 20.000 e i 30.000 uomini, oltre 200 carri armati e circa 700 veicoli da combattimento.
Il corpo è stato impiegato in combattimento principalmente lungo l'asse Orichiv-Melitopol' nel corso della controffensiva ucraina.
Nel luglio 2025, in seguito alla riforma delle Forze armate ucraine che ha portato alla costituzione di numerosi corpi d'armata, la composizione del 10º Corpo ha subito alcuni cambiamenti, perdendo la 118ª Brigata meccanizzata ma guadagnando la 14ª e la 43ª Brigata meccanizzata e il 1º Battaglione medico, formato dal servizio medico della Legione internazionale.

## Struttura
- Comando di corpo d'armata[8]
- 14ª Brigata meccanizzata "Principe Romano il Grande" (unità militare А1008)
- 43ª Brigata meccanizzata (unità militare A4698)
- 48ª Brigata artiglieria (unità militare A4681)
- 115ª Brigata meccanizzata (unità militare A4053)
- 116ª Brigata meccanizzata (unità militare A4722)
- 117ª Brigata meccanizzata pesante (unità militare A4674)
- 12º Battaglione corazzato (unità militare A0932)
- 1º Battaglione medico[9]
- 82º Battaglione comando[10]
- 94º Battaglione genio (unità militare A4979)[11]
- 151º Battaglione ricognizione (unità militare A4759)[12]
- 183º Battaglione riserva[13]
- 229º Battaglione logistico[14]
- 509º Battaglione manutenzione (unità militare A4772)[15]
- 582º Battaglione sicurezza e servizio[16]

## Comandanti
- Brigadier generale Serhij Perec' (aprile 2023 - dicembre 2023)[17]
- Brigadier generale Vasyl' Zubanyč (dicembre 2023 - febbraio 2024)[18]
- Brigadier generale Artem Bohomolov (febbraio 2024 - aprile 2024)[19]
- Maggior generale Viktor Nikoljuk (aprile 2024 - in carica)[20]